# Будинок з маками
Будинок з маками, або Будинок генерала Де-Вітте — колишній прибутковий будинок у м. Києві, збудований у 1908—1910 роках на замовлення генерала Де-Вітте, розміщений на вулиці Банкова 5-7. Нині розташована державна установа — Комітети Верховної Ради України.

## Історія
Зведений у 1908 році після зняття обмеження на висоту будівель поблизу Київської фортеці. Будівля вирізняється стриманою елегантністю і є зразком архітектури стилю модерн.
В 1910-ті роки будівля мала три поверхи, ще три поверхи надбудовані у 1914.
В 1966—1972 роках в цьому прибутковому будинку проживав вчений-математик Глушков В. М.
У 1990-ті роки реконструйований із багатоквартирного будинку в урядовий.

## Архітектура
Фасад оформлений симетрично, центральну частину підкреслюють два еркери, лівий з яких завершується декором із символічними мотивами. В оздобленні використовуються органічні та геометричні орнаменти, зокрема мак і хміль, що мають міфологічне значення. Мак часто асоціюють із жіночим походженням, молодістю і красою, а хміль — із чоловічою життєдайною силою.
Решітки балконів, металеві деталі дверей і вікон також виконані у характерному для модерну стилі, де декоративні елементи поєднують естетику і функціональність.

## Галерея

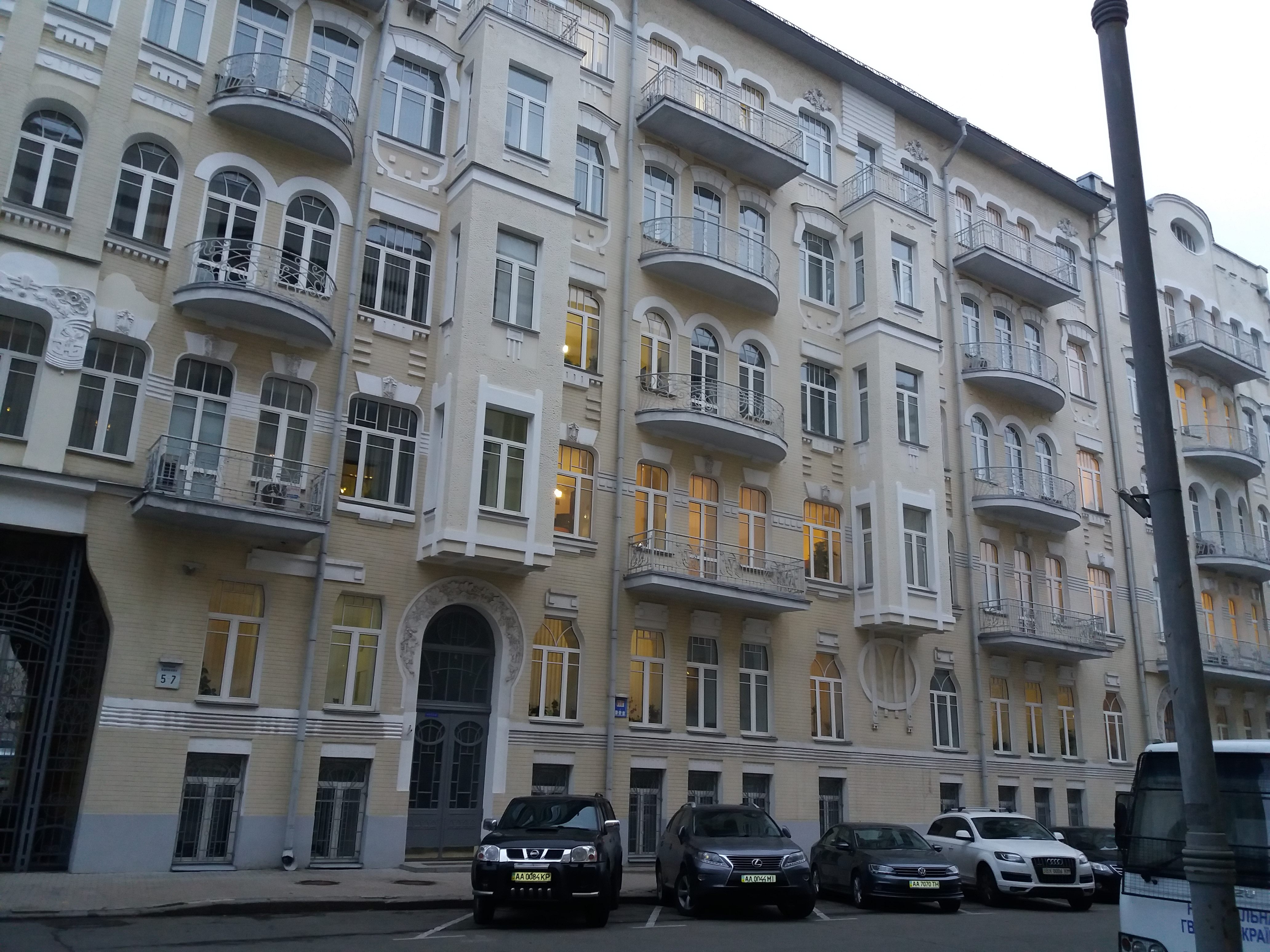
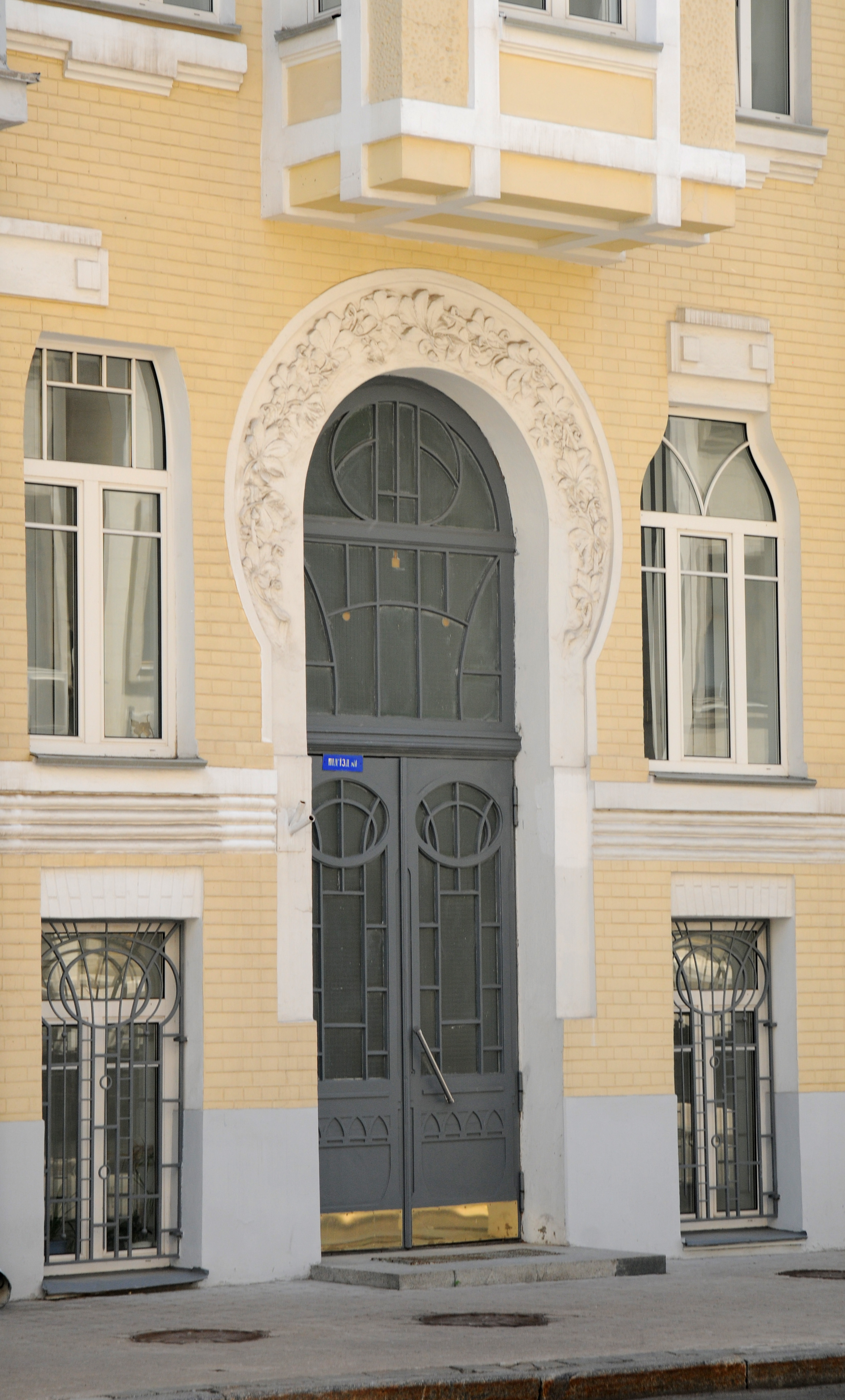
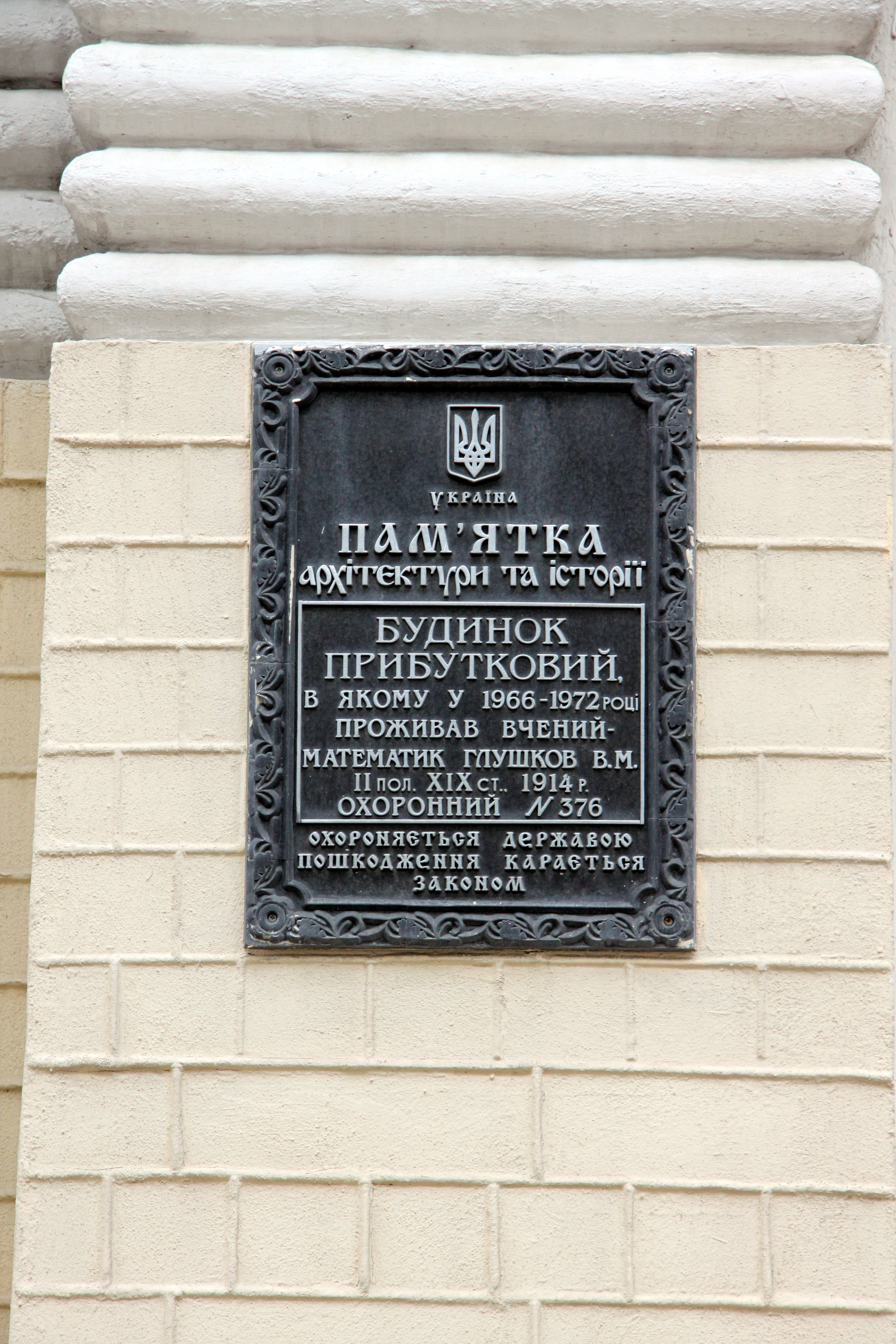
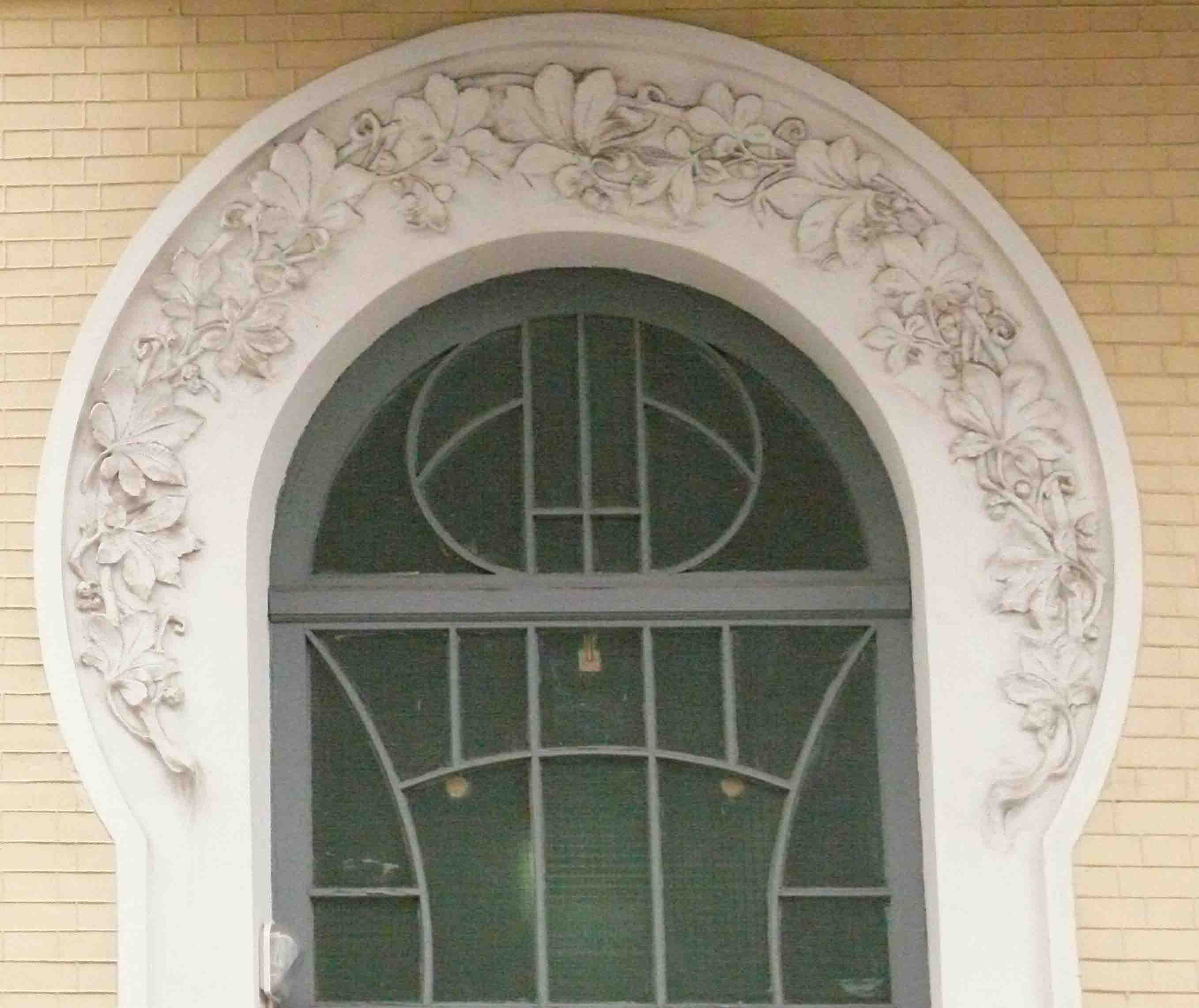